# Charłamowskaja (obwód wołogodzki)
Charłamowskaja (ros. Харламовская) – wieś w Rosji, w rejonie czerepowieckim obwodu wołogodzkiego. W 2010 liczyła 94 mieszkańców.